# Leopardus pardinoides
Leopardus pardinoides — вид хижих ссавців родини котових. Мешкає на висотах від 1500 до 3960 метрів над рівнем моря, особливо між 2000 і 3000 метрів над рівнем моря, в Аргентині, Болівії, Колумбії, Коста-Риці, Еквадорі, Панамі, Перу та Венесуелі. Це невелика тварина з довжиною голови й тулуба 42,2–54 см, хвостом 24,5–34 см і вагою 1,8–3,4 кг. До 2024 року вважався підвидом Leopardus tigrinus. 